# Freilichtmuseum Schmiedleithen

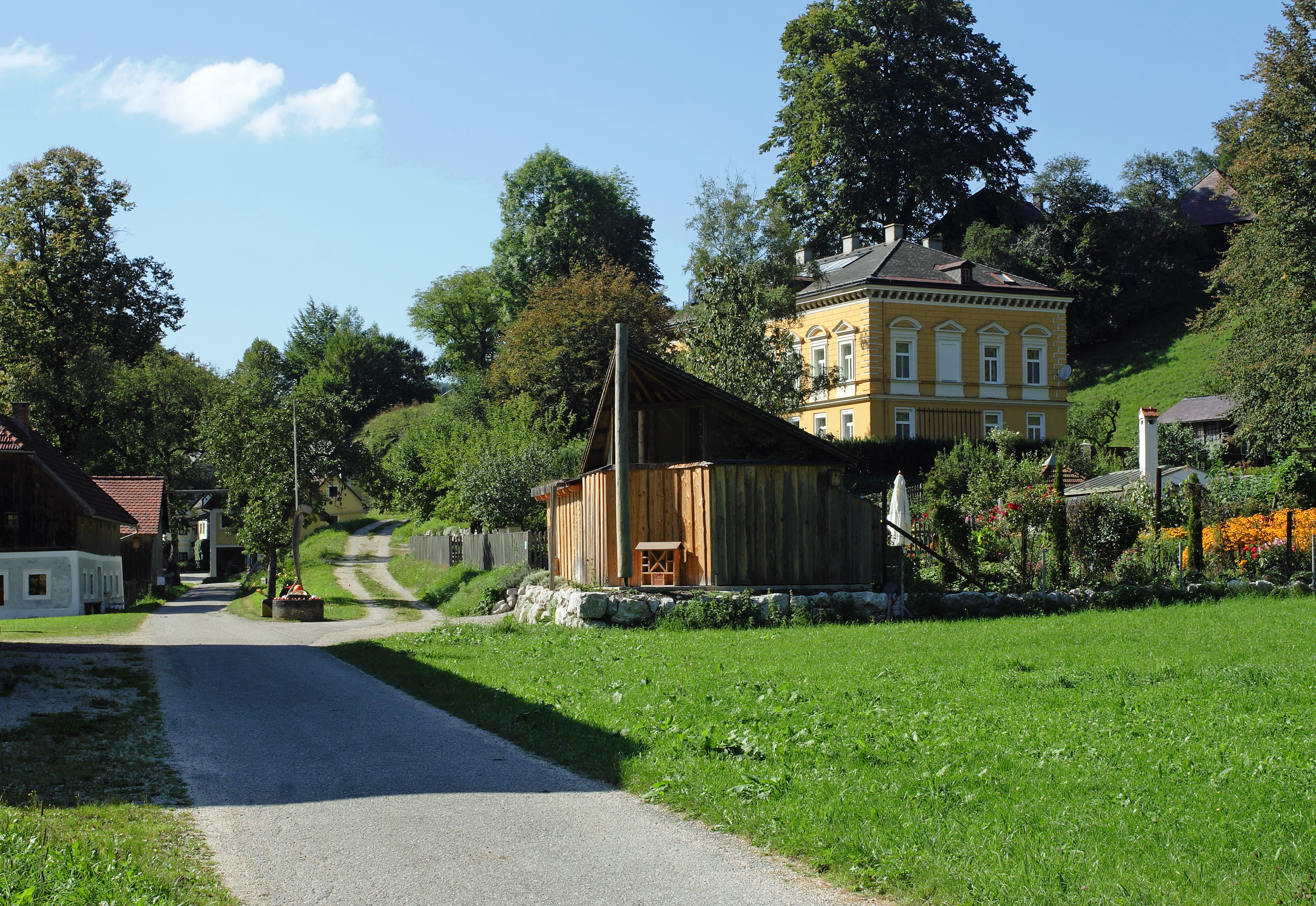
Östlicher Eingang mit Neuem Herrenhaus und Herrschaftsgarten (rechts)

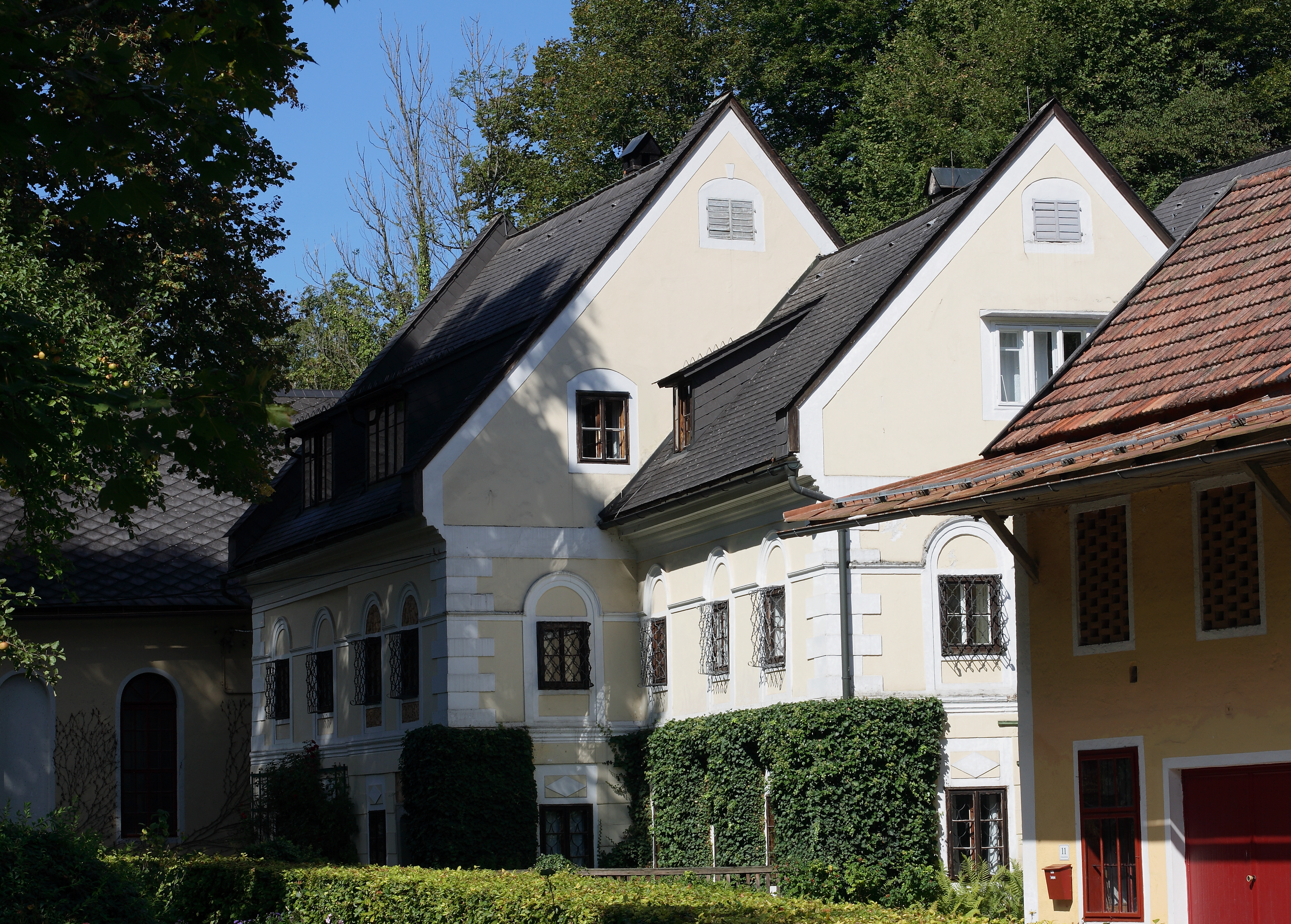
Das Alte Herrenhaus ist der Ursprung der Anlage

Das Freilichtmuseum Schmiedleithen ist ein vollständig erhaltenes Sensenschmiedeensemble in der oberösterreichischen Gemeinde Grünburg.

## Lage und Umfeld
Das Ensemble befindet sich im Tal des Rinnerbergerbaches, der nach etwa zwei Kilometern bei Schloss Leonstein in die Steyr mündet. Es bildet weitgehend den ganzen Ort Schmiedleithen.
Der Bach bildet die Grenze der Ortschaften und Katastralgemeinden Leonstein und Obergrünburg. Fast alle Objekte stehen nördlich auf Obergrünburger Ortsgebiet, lediglich die Scheiterhütte wurde aus Brandschutzgründen auf Leonsteiner Gebiet errichtet.

## Geschichte und Anlage

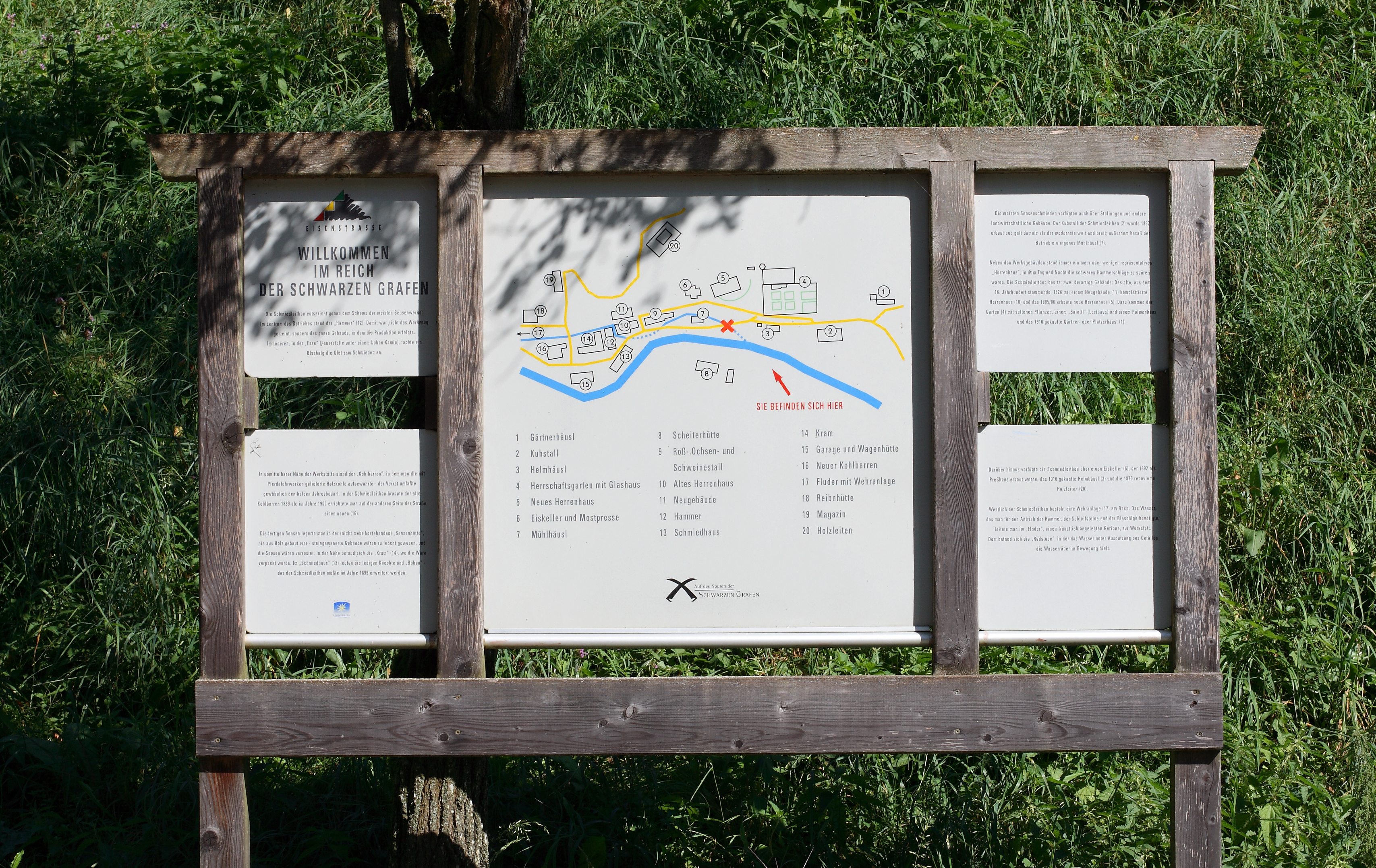
Infotafel mit Lageplan (zum Vergrößern anklicken)

Bereits im 13. Jahrhundert stand am heutigen Ort eine Mühle und ein Urbar von 1512 erwähnt eine Mühle und eine Messererwerkstatt. Das heute bestehende Ensemble mit Altem und Neuem Herrenhaus, Arbeiterunterkünften, Werkstätten, Lager-, Stallgebäuden und Gärtnerei geht in seinen Ursprüngen bis 1603 zurück. Das bereits damals urkundlich erwähnte Alte Herrenhaus im Zentrum war die frühere Schmiede an der Leithen, von der das Ensemble seinen Namen hat. Das Neue Herrenhaus im klassizistischen Stil mit Herrschaftsgarten und Glashaus stammt von 1886. Von 1871 bis zur Schließung 1967 betrieb die Familie Zeitlinger das Werk. Mit Schmieden, Dienstpersonal und Handwerkern waren bis zu 100 Leute beschäftigt, die zum Teil auch hier wohnten. Anlässlich der dezentralen Landesausstellung 1998 „Land der Hämmer Heimat Eisenwurzen“ wurde das Ensemble ab 1994 renoviert. Die Häuser sind teilweise auch heute bewohnt und nur von außen zu besichtigen. Im Kramgebäude, in dem früher die Sensen versandfertig gemacht wurden, ist eine Ausstellung über die Schwarzen Grafen, wie die Hammerherren auch genannt wurden, eingerichtet.
Mit der Hoisleiten am Plateau oberhalb gehört auch ein Bauernhof zur Anlage. Weiter westlich, bachaufwärts, befindet sich im Schmiedleithenbach eine Wehranlage, von der das Wasser über einen Fluder zur Werkstatt geleitet wurde. Dort trieb es über Wasserräder Hämmer, Schleifsteine und Blasebälge an. Die gesamte Anlage steht unter Denkmalschutz.

## Liste der Objekte
Die Museumsanlage umfasst folgende Baulichkeiten:
- Im Gärtnerhäusl[4] am Eingang des Ensembles wohnten der Gärtner, die Köchinnen und anderes Dienstpersonal.
- Der Kuhstall schräg gegenüber stammt von 1897. Er war für 25 Tiere ausgelegt und die modernste Anlage der Gegend, so wurde über den Stammbaum, die Milchleistung und über die Krankheiten der Kühe Buch geführt. Im Obergeschoß wohnte der Melcher (Melker).
- Das Helmhäusl ist nach dem Hutmacher Helm benannt, der hier am Anfang des 19. Jahrhunderts lebte und arbeitete. Später wohnte hier ein landwirtschaftlicher Verwalter, der ebenfalls Helm hieß.
- Der Herrschaftsgarten ist ein Sterngarten mit einem Brunnen und einen beheizbaren Glashaus.
- Das Neue Herrenhaus wurde 1885/86 unter Ludwig Zeitlinger erbaut.
- Eiskeller und Mostpresse neben dem Neuen Herrenhaus stammen von 1892.
- Im Mühlhäusl waren in späterer Zeit eine Tischlerei und eine Glaserei untergebracht, außerdem eine Fleischkammer und ein Hühnerstall.
- In der Scheiterhütte auf der anderen Seite des Schmiedleithenbaches lagerte Brennholz (Scheiter).[5]
- Der Ross-, Ochsen- und Schweinestall befindet sich neben dem Alten Herrenhaus.
- Das Alte Herrenhaus wurde urkundlich erstmals 1603 erwähnt und war als Schmiede an der Leithen Ursprung und Namensgeber des gesamten Ensembles. Hier wohnte der letzte Schwarze Graf Rudolf Zeitlinger. Seine Frau Marie ließ Haus und Garten um 1920 künstlerisch umgestalten.
- Im Hammer neben dem Alten Herrenhaus befanden sich die Sensenhämmer und Essen.
- Das Schmiedhaus gegenüber dem Hammer diente als Unterkunft für die Sensenschmiede.
- Im Kramgebäude neben dem Hammer wurden die Sensen versandfertig gemacht, dazu zählte auch das Bemalen der sogenannten Blauen Sensen.
- Garage und Wagenhütte befinden sich neben dem Schmiedhaus
- Der Kohlbarren diente zur Lagerung des halben Jahresbedarfes von Holzkohle. Dies waren 7000 Hektoliter.
- Von der westlich gelegenen Wehranlage am Schmiedleithenbach zweigte ein Betriebswasserkanal (Fluder) zu den Werkstätten ab. Damit wurden Wasserräder angetrieben.
- Die Reiberhütte ist eine frühere Getreidemühle.
- Im Magazin lagerten die fertigen Sensen.
- Der Bauernhof Holzleithen (Hoisleiten) liegt auf einer Anhöhe.